# Netto (lågprisbutikskedja)
Netto är en dansk livsmedelskedja som är inriktad främst mot dagligvaror och som har butiker i Danmark, Polen och Tyskland samt fram till 2020 i Sverige. Netto etablerade sig först i Danmark och har sedan etablerat butiker även i Tyskland, Polen och Sverige. Netto har också funnits i Storbritannien under två perioder, nämligen mellan åren 1992 och 2011 samt mellan åren 2014 och 2016. Nettos maskot är en skotsk terrier vid namn Scottie, vilken även återfinns i kedjans logotyp.
Netto är en så kallad "hard discount"-kedja, vilket beskrivits som en ovanlig kategori inom detaljhandeln i Sverige, men är vanligare i några andra europeiska länder – bland annat i Danmark och Tyskland. Denna form av dagligvaruhandel har som huvudsaklig affärsidé att, utöver fastsortimentet, köpa in tillfälligt sortiment som kedjan erbjuds av grossister och handlare som säljs till attraktiva priser ofta veckovis.

## Historia

### Danmark

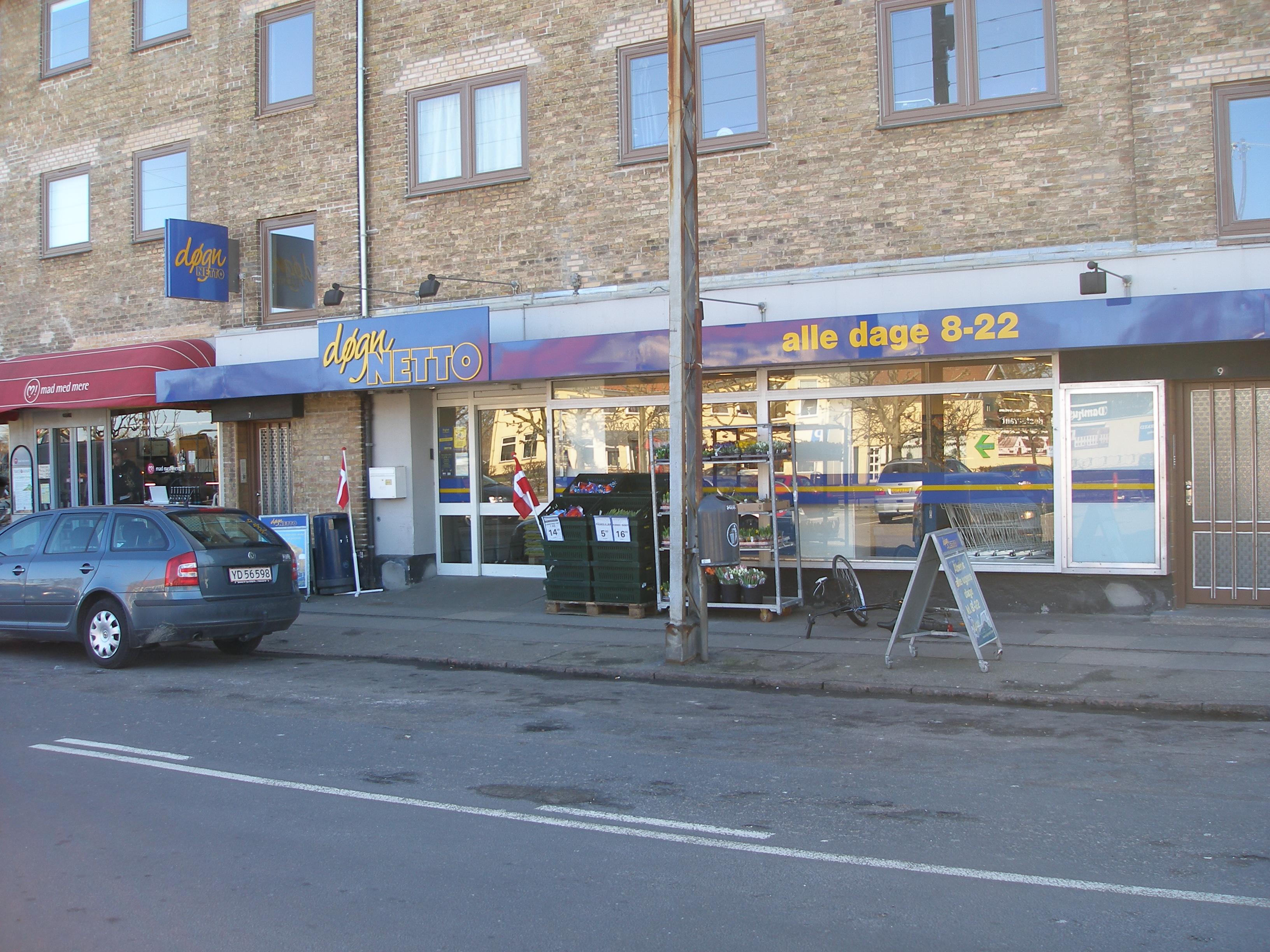
DøgnNetto i Rødovre, Danmark. Fotot taget 2009.

Den första butiken öppnade år 1981 i Köpenhamn under en period som präglades av ekonomisk kris i landet med instabil privat konsumtion och många danskar i fattigdom,[källa behövs] vilket gjorde att det snabbt växte till en populär lågpriskedja. Än idag är Netto välkänd och populär, och dessutom den största lågpriskedjan i Danmark bland fem andra lågpriskedjor.
I Danmark finns det även ett antal så kallade DøgnNetto (dygnet-runt Netto), som höll betydligt längre öppettider än vanliga Netto innan Danmark luckrade upp sina strikta lagar för öppettider. En DøgnNetto höll öppet från klockan 6 till 24 varje dag, men sålde endast fastvaror, och till ett högre pris än "Nettopris" (eller "Gulpris").
Innan öppettidlagen (lukkeloven) blev avskaffad i oktober 2012[källa behövs] så hade vanliga Netto endast öppet från 8-20 vardagar, 9-17 på lördagar och stängt på söndagar. Detta butiksformat har Salling Group dock beslutat att lägga ner då de vanliga butikernas öppettider, sedan uppluckringen av lagen, stegvist breddats till en öppettid från 7-23 på veckans alla dagar. Detta gör konceptet med DøgnNetto tämligen värdelöst.
Netto i Danmark anses vara en stor arbetsgivare för ungdomar i 16-18-årsåldern, och praktiska elevprogram anordnas av Salling Group.

#### Uppköp
Den 28 mars 2001 meddelade Netto att man skulle köpa konkurrenten Suma. De 26 Sumabutikerna konverterades till Netto.

### Sverige

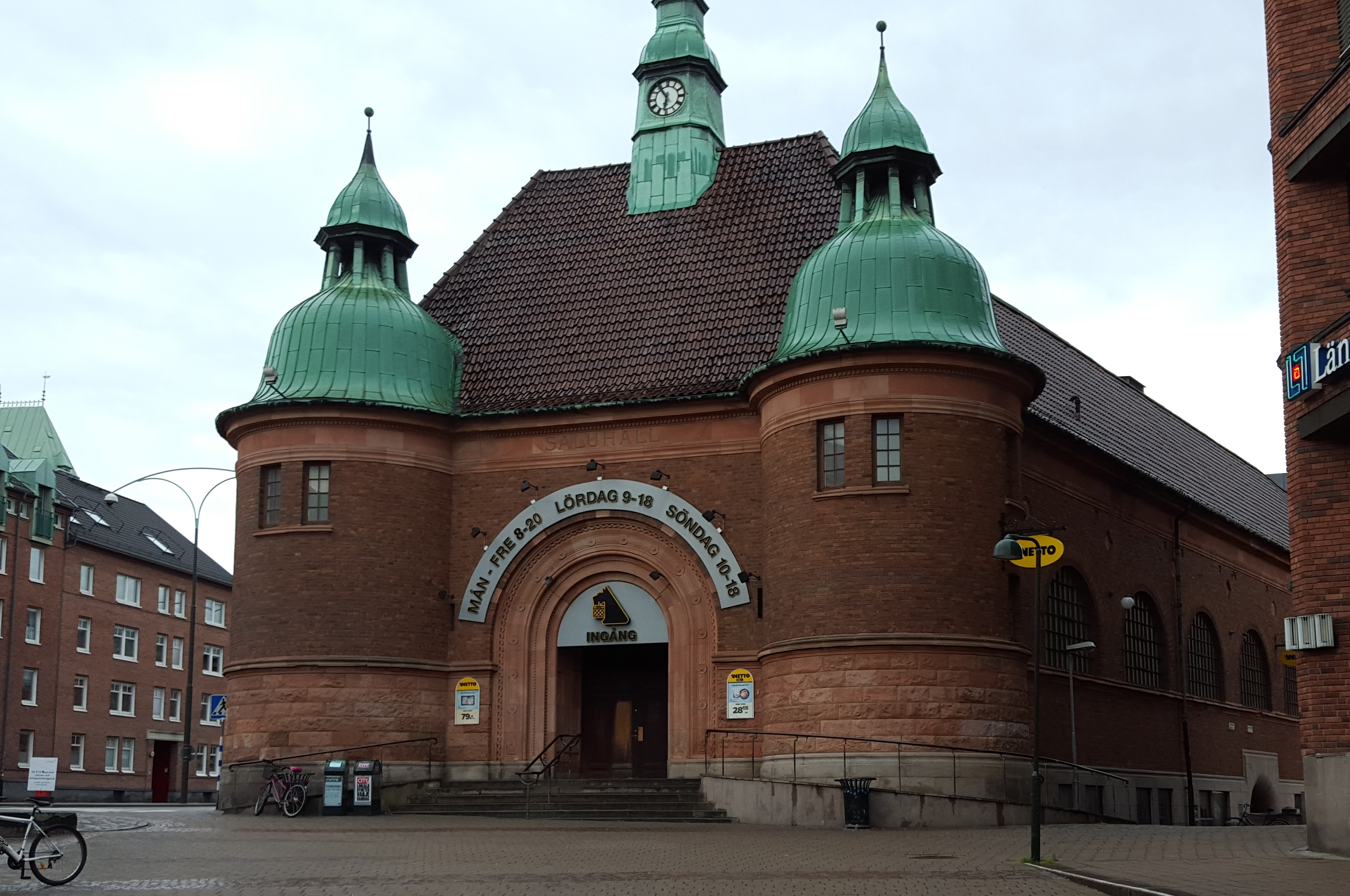
Nettobutik i Malmö inrättad i en f.d. saluhall.

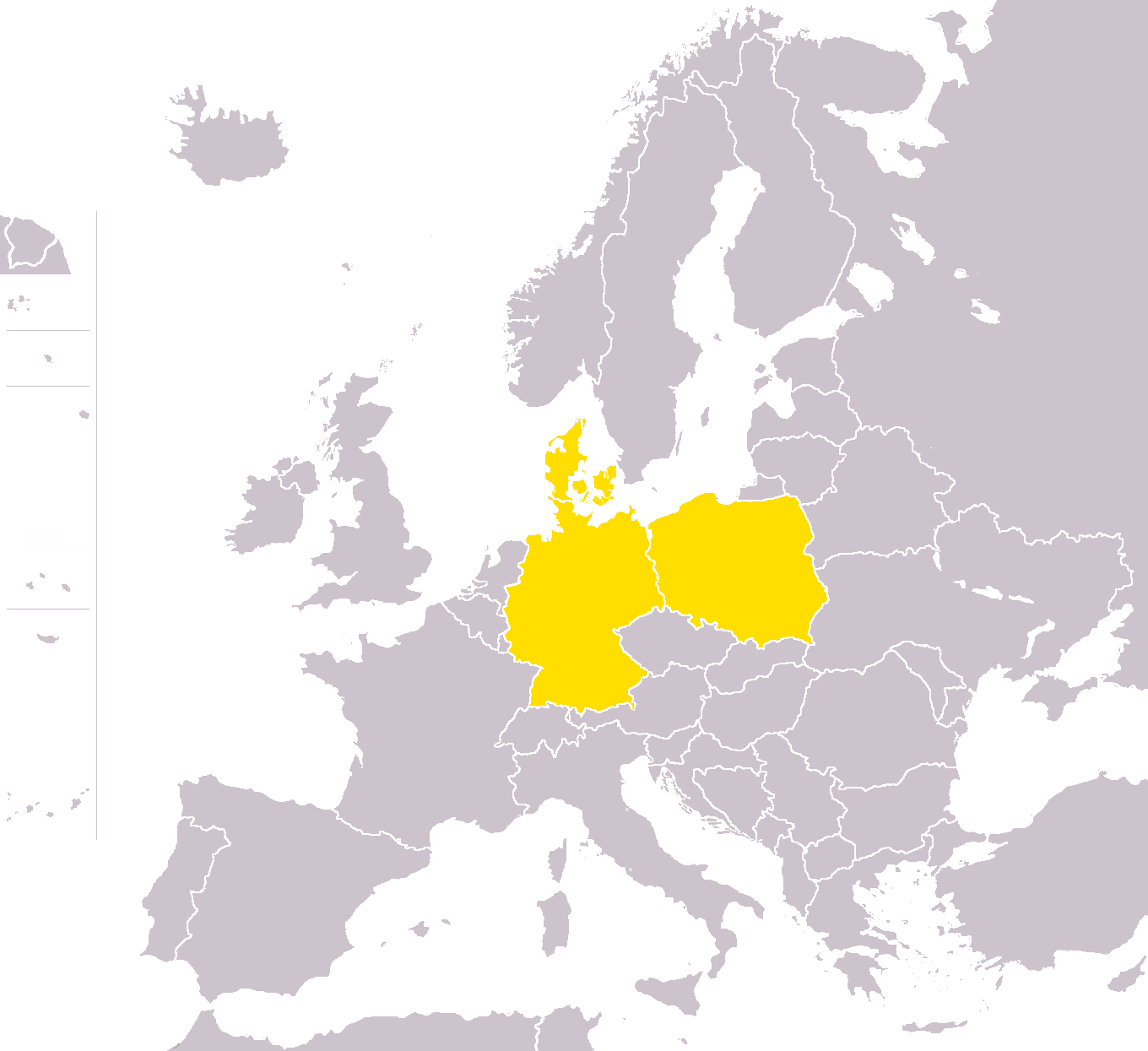
Gul färg visar var Netto fanns 2019.

I slutet av 1990-talet började Netto fundera på att etablera sig utanför Danmark, bland andra länder, i Sverige. Anledningen ska ha varit att utländska kedjor höll på att etablera sig i Danmark och att Netto därför måste söka nya marknader. I maj 2000 meddelade man dock att dessa planer lades i malpåse. I oktober samma år meddelade man att man åter letade efter en kedja att köpa.
I augusti 2001 meddelade Dansk Supermarked, det danska företaget som äger kedjan, att de skulle inleda ett samarbete med ICA Ahold om en etablering av Nettokedjan i Sverige (och Norge, sades det). Detta samarbete innebar att ett hälftenägt företag bildades och att man samordnade inköp. EU-kommissionen godkände samarbetet i november.
Sedermera bildades företaget Netto Marknad AB som ägdes till hälften av båda företag. VD blev Mark Jensen. I mars 2002 meddelades att huvudkontoret förlades till Halmstad och senare byggdes Nettos centrallager där. 
Den 8 maj 2002 öppnades den första butiken i Trelleborg. En vecka senare öppnades två butiker i Lund, följt av varsin butik i Landskrona, Helsingborg och Bjärred. De första etableringarna bestod främst av ombyggda Ica- och Coop-butiker samt en del nybyggen. Efter ett års tid hade man öppnat ungefär 20 butiker. Till en början höll man sig enbart i Götaland.
I oktober 2003 meddelade man att man flyttar huvudkontor och huvudlager till Falkenberg. Under samma höst bytte man också VD till Thomas Jellum. Efter att under en tid övervägt en etablering norrut till Svealand blev detta verklighet i augusti 2004.
I december 2006 meddelades att Dansk Supermarked köper 45 procent av Ica:s andelar i bolaget. Ica behöll inledningsvis fem procent av bolaget. Avtalet innebar också att Ica skulle ta över 21 av de butiker som fanns i Svealand, varav en del gjordes om till Icabutiker. De övriga butikerna där togs antingen över av Lidl eller lades ner. Under 2007 avvecklades butikerna i Svealand och Netto fanns nu återigen bara i Götaland.
2011 öppnade man ytterligare ett centrallager, denna gången i Linköping för att underlätta den pågående expansionen i Götaland.
Den 6 mars 2013 öppnades på nytt den första butiken i Svealand, sedan avvecklingen 2007, på Hägerstensvägen 166 utanför Stockholm. Kort därefter öppnades ytterligare en butik i Stockholmsområdet, denna gång i Sollentuna.
Den svenska verksamheten var organiserad som Netto Marknad Sverige AB och ägdes av Salling Group.

#### Coop tar över
I maj 2019 blev det klart att Coop skulle köpa upp 162 av de 163 butikerna i Sverige som blir Coop-butiker. Salling Group är säljaren, vilket är Danmarks största konsumentföretag. I juni 2019 godkände Konsumentverket köpet, affären fullföljdes i juli 2019 och konverteringen påbörjades i september 2019.
Först ut var butiken i Sollentuna, en butik i Falkenberg och en i Malmö som blev pilotbutiker för det nya konceptet. I november 2019 blev ytterligare 13 butiker i Västergötland Coop-butiker. I områden som Oskarshamn och Värmland där de konsumentägda butikerna drivs av lokala konsumentföreningar genomfördes omställningen i samarbete med dessa.
I december 2019 lades centrallagret i Linköping ner och i juni 2020 lades även centrallagret samt huvudkontoret i Falkenberg ner då samtliga Netto-butiker i Sverige hade blivit Coop-butiker.
De sista svenska Netto-butikerna stängde den 8 augusti 2020. Övergången förväntades i november bli klar i februari 2021 när Netto på Flygaregatan i Halmstad nyöppnar som Coop. Av de 162 butiker som Coop tog över i september 2019 lades tolv ner. Även ett fåtal Coopbutiker lades ner. Några tidigare Netto-butiker överfördes till ett nytt lågpriskoncept, kallat X-tra. De första X-tra-butikerna öppnade den 14 augusti 2020 i Sävsjö och Eksjö.

### Storbritannien
Första gången Netto etablerade sig i Storbritannien var 1992. Kedjan drevs oavbrutet tills det lades ner 2011 när alla 193 butiker såldes till brittiska ASDA, en kedja som ägs av amerikanska Walmart.
Salling Group etablerade år 2014 åter kedjan som ett samriskföretag med brittiska Sainsbury's med 15 butiker som ett provförsök på en återetablering. Den här gången ville man ha en bred kundbas, då man innan endast riktade in sig på bostadsorter som präglades av låginkomsttagare. Man förfinade konceptet och formatet för den brittiska marknaden. Vid 2016 var de 16 butiker, som alla lades ner igen.

## Sortiment
Alla butiker har samma sortiment, sammanlagt 1700 varor som utgörs av ett fast sortiment samt kampanjartiklar, så kallade marknadsvaror, eller spotvaror som de kallas av personal men även konsumenter i Danmark. Kampanjartiklarna köps in från hela världen och är vanligtvis i butiken i en vecka. Dessa finns ofta på särskilda ytor i butiken och är tydligt märkta som just sådana.
I det fasta sortimentet finns färskvaror så som bröd, kött, ost samt frukt & grönt. En stor del av sortimentet består också av godis, läsk och matvaror från kända märken, men även varor som brukar finnas i dagligvaruhandeln, så som hygienartiklar, tvättmedel och djurmat.
Kedjan har dessutom sina egna varumärken som används över hela kedjan, eller anpassas till olika länders marknad, och erbjuder dessutom ett urval av typiskt danska produkter.
Netto i Danmark har även en egen mobiltelefonoperatör som heter Nettalk. Anslutna kunder kan då samla samtalskredit när de handlar på Netto.

## Geografisk etableringsöversikt
Salling Group äger bolagen som grundats i Tyskland, Polen och Sverige, men driver Netto-butikerna i Danmark själva.
Räknat från år 2016 fanns Netto enligt följande tabell:
| Land     | Bolag                           | Etablering | Huvudkontor (Ort) | Butiker | Lager |
| -------- | ------------------------------- | ---------- | ----------------- | ------- | ----- |
| Danmark  | Salling Group                   | 1981       | Køge              | 461     | 1     |
| Tyskland | Netto Supermarkt GmbH & Co, oHG | 1990       | Stavenhagen       | 346     | 2     |
| Polen    | Netto Sp. z o.o.                | 1995       | Kobylanka         | 335     | 3     |
| Sverige  | Netto Marknad Sverige AB        | 2002       | Falkenberg        | 157     | 2     |
| Totalt   |                                 |            |                   | 1299    | 8     |